# Mikronéz szkink
A mikronéz szkink (Emoia adspersa) a hüllők (Reptilia) osztályába a pikkelyes hüllők (Squamata) rendjébe és a gyíkok (Sauria) alrendjébe tartozó faj.

## Előfordulása
A mikronéz szkink nem Mikronéziában honos, hanem Polinéziában, Polinézia következő államai: Amerikai Szamoa, a Cook-szigetek, Szamoa, a Tokelau-szigetek, Tuvalu és Wallis és Futuna területén él.

## Természetvédelmi állapota
A mikronéz szkink 3000 km²-nyi területen él. Az élőhelyének elvesztése fenyegeti. Az IUCN vörös listáján a veszélyeztetett kategóriában szerepel.